# Distretto di Rustaq
Il distretto di Rustaq è un distretto dell'Afghanistan appartenente alla provincia del Takhar.